# Matt Hyde (britischer Musikproduzent)
Matthew Paul Hyde ist ein britischer Musikproduzent aus London.
Er ist seit 2002 als Produzent tätig. Hyde selbst spielt Piano, Bassgitarre, E-Gitarre und singt. Er arbeitete bereits mit dem britischen Metal-Produzenten Colin Richardson zusammen.
Er arbeitete mit bekannten Bands aus der Metal-Szene, darunter Bullet for My Valentine, Gallows, Architects, Funeral for a Friend und Slipknot. Außerdem produzierte er Alben mit Trivium, Machine Head, As I Lay Dying, Chimaira, Razorlight und Ash. Für das Album All Hope Is Gone von Slipknot wurde er für die Grammy Awards nominiert.
In den USA gibt es einen gleichnamigen Produzenten, der mit Acts wie Monster Magnet, Winds of Plague, Children of Bodom, Terror, The 69 Eyes und Sum 41 arbeitete, siehe Matt Hyde.

## Diskografie (Auswahl)
| Musiker/Band            | Album                                     | Tätigkeit                   | Label                          |
| ----------------------- | ----------------------------------------- | --------------------------- | ------------------------------ |
| As I Lay Dying          | An Ocean Between Us                       | Mixing, Engineer            | Metal Blade Records            |
| Gallows                 | Abandon Ship                              | Mixing                      | Warner Music                   |
| Bullet for My Valentine | Scream Aim Fire                           | Recording, Mixing           | Sony Music                     |
| Machine Head            | The Blackening                            | Mixing, Engineer            | Roadrunner Records             |
| Dååth                   | The Hinderers                             | Engineer, Mixing            | Roadrunner Records             |
| Trivium                 | The Crusade                               | Engineer, Mixing            | Roadrunner Records             |
| Bullet for My Valentine | Tears Don´t Fall (Single)                 | Engineer                    | Sony BMG                       |
| Slipknot                | 9.0: Live                                 | Mixing, Engineer            | Roadrunner Records             |
| Chimaira                | Chimaira                                  | Engineer, Mixing            | Roadrunner Records             |
| Ash                     | Meltdown Live                             | Engineer, Mixing            | Mushroom Records               |
| Funeral for a Friend    | Casually Dressed and Deep In Conversation | Engineer                    | East West Records              |
| Urma Sellinger          | Live Laugh Love                           | Produzent, Engineer, Mixing | Lunatic Music, Eigenproduktion |
| Urma Sellinger          | Urma Sellinger                            | Produzent, Engineer, Mixing | Eigenproduktion                |
| STR8                    | The Sun (Single)                          | Engineer, Mixing            | Revalve Records                |
| STR8                    | Wrong (Single)                            | Engineer, Mixing            | Revalve Records                |
| STR8                    | Last Goodbye (Single)                     | Engineer, Mixing            | Revalve Records / Believe      |